# Габріел Лопес
Габріел Лопес (порт. Gabriel Lopes, 15 травня 1997) — португальський плавець.
Учасник Олімпійських Ігор 2020 року, де в попередніх запливах на дистанції 200 метрів комплексом посів 21-ше місце і не потрапив до півфіналів.